# Нотр-Дам на исходе дня
Нотр-Дам на исходе дня (фр. Notre-Dame, une fin d'après-midi) — картина Анри Матисса, написанная в 1902 году. Её мрачная окраска характерна для работ Матисса, выполненных между концом 1901 — концом 1903 года, периодом личных трудностей для художника. Этот эпизод был назван тёмным периодом Матисса.
Работа представляет собой картину маслом на бумаге, установленной на холсте, размером 72, 5 × 54, 5 см. Она находится в Художественной галерее Олбрайт-Нокс, Буффало, Нью-Йорк.

## История
Между 1896 и 1901 годами живопись Матисса прогрессировала от приглушённых тонов его ранних работ к интенсивному колоризму, который предвосхитил будущий фовизм. В 1896 — 1897 годах Матисс ездил в Бретань, где австралийский художник Джон Рассел поощрял его рисовать на пленэре. Через Рассела он познакомился с Камилем Писсарро, чьё влияние было решающим в формировании Матисса как колориста. В 1898 году он отправился в Лондон, где изучал работы Уильяма Тёрнера; затем, после года, проведённого на Корсике и в Тулузе, он вернулся в Париж, где поразительная смелость его работы привела в восхищение других молодых художников. Картины Матисса, однако же, находили мало покупателей, и его жена, Амели должна была открыть магазин одежды, чтобы поддержать их домашнее хозяйство.
В мае 1902 года крупный финансовый скандал, дело Эмбера, неожиданно затронул семью Амели. Её мать (которая была экономкой семьи Эмберов) и отец стали козлами отпущения в скандале; в результате Матисс был вынужден провести большую часть своего времени в течение следующего года, имея дело с адвокатами и журналистами. Его студия была обыскана детективами, а семье его жены угрожали разъярённые толпы жертв мошенничества. По словам историка искусства Хилари Сперлинг, «их публичное разоблачение, сопровождаемое арестом его тестя, оставило Матисса единственным кормильцем семьи из семи человек. Вот почему он переключился на создание холстов, которые были, по крайней мере, потенциально продаваемыми».
Вдохновленный Роденом и Бари, Матисс изо всех сил пытался освоить объём в скульптуре, а также в живописи. Он затемнил свою палитру, что видно в настоящей работе и в таких картинах, как Carmelina (1903, в Музее изящных искусств, Бостон).